# Zoothera marginata
Zoothera marginata là một loài chim trong họ Turdidae.